# Abbaye de Cambuskenneth
L'abbaye de Cambuskenneth (en anglais Cambuskenneth Abbey) est un monastère augustin en ruine situé sur une portion de terre entourée par un des méandres de la rivière Forth, près de Stirling, en Écosse. Cette abbaye est en majeure partie réduite à l'état de fondations. Elle donna son nom à un village voisin moderne, Cambuskenneth.

## Histoire
L'abbaye de Cambuskenneth fut fondée sur ordre du roi David Ier d'Écosse vers 1140. Dédiée à la Vierge Marie, elle était initialement connue sous le nom de l'Abbey of St Mary of Stirling ou parfois simplement sous celui de Stirling Abbey. La route principale descendant de la colline du château depuis les appartements royaux du château de Stirling en direction de l'abbaye était appelée St Mary's Wynd, nom qui perdura.
Cambuskenneth était l'une des plus importantes abbayes d'Écosse, en partie en raison de sa proximité du burgh royal de Stirling, un centre urbain majeur du pays et sa capitale durant un temps. Son statut d'abbaye royale voisine d'une importante citadelle nationale peut être comparé à celui de l'abbaye d'Holyrood vis-à-vis de la ville d'Édimbourg. La royauté, dont le roi Édouard Ier d'Angleterre et plus tard le roi écossais Robert the Bruce, priait régulièrement à l'abbaye. Bruce y tint son parlement en 1326 afin de confirmer la succession de son fils David.
En 1486, Marguerite de Danemark mourut non loin, au château de Stirling, et fut enterrée à l'abbaye. En 1488, son mari le roi Jacques III d'Écosse fut tué à la bataille de Sauchieburn et son corps fut emmené à l'abbaye de Cambuskenneth pour y être inhumé. Sa stèle élaborée, financée par la Reine Victoria, est toujours visible à l'une des extrémités de l'église. 

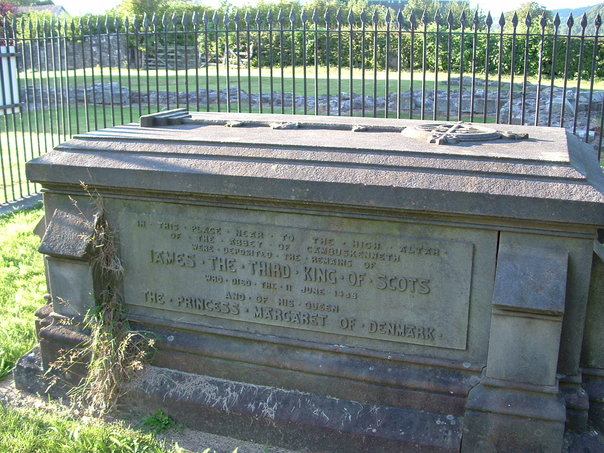
La tombe de Jacques III d'Écosse, roi d'Écosse.

L'abbaye tomba en ruines durant la Réforme écossaise. En 1559, seuls quelques moines y résidaient toujours. L'abbaye fut fermée et la plupart de ses bâtiments furent pillés et brûlés. L'abbaye fut placée sous la juridiction du gouverneur militaire du château de Stirling qui fit enlever une grande partie de la maçonnerie pour l'utiliser pour les projets de construction du château. 
De l'abbaye jadis puissante ne restent que des ruines arrivant à hauteur de genoux et des fondations. Seul le campanile du XIIIe siècle demeure intact grâce à une importante rénovation en 1859. L'abbaye fut acquise par la couronne britannique en 1908 et est aujourd'hui gérée par Historic Scotland. L'abbaye est ouverte aux visiteurs durant l'été. Les visiteurs peuvent entrer dans le campanile  au rez-de-chaussée. Les escaliers menant aux étages supérieurs sont fermés mais peuvent occasionnellement être ouverts aux visiteurs.